# Université Shahjalal des Sciences et Technologies
L'Université Shahjalal des sciences et technologies (en abrégé SUST) est une université publique de recherche basée à
Sylhet au Bangladesh.
C'est la 8e plus ancienne université du pays et la première université à adopter le système de crédit américain. L'université est connue pour ses recherches et son enseignement novateurs en sciences physiques et en génie. En 2016, SUST s'est classée au premier rang des universités de recherche au Bangladesh (610e au monde) selon le classement des établissements Scopus-SCImago. En 2017, l'université avait les dépenses de recherche les plus élevées de toutes les universités du Bangladesh.
À la suite du succès du SUST, douze autres universités STEM ont été créées dans le pays par le gouvernement du Bangladesh.